# Giuseppe Brignole
 (octobre 2014).
Si vous disposez d'ouvrages ou d'articles de référence ou si vous connaissez des sites web de qualité traitant du thème abordé ici, merci de compléter l'article en donnant les références utiles à sa vérifiabilité et en les liant à la section « Notes et références ».
Giuseppe Maria Brignole Sale, francisé en Joseph Marie de Brignole Sale (né le 18 février 1703 et mort le 6 janvier 1769) est un noble italien du XVIIIe siècle. 
- Septième marquis de Groppoli

## Famille
Fils de Anton II Giulio Brignole (1673-1710) et de Isabella Brignole, Giuseppe Brignole fut marquis de Groppoli et patricien de la « Sérénissime » république de Gênes.
Il appartenait à l'une des plus illustres et riches familles de Gênes, la famille Brignole, au temps de sa plus grande splendeur.
Ses frères sont Gian Francesco II Brignole (1695-1760) et Rodolfo Giulio Brignole (1708-1774), qui furent tous deux doges de Gênes.
Après la mort prématurée de son frère aîné Gian Giacomo, Giuseppe  épouse sa belle-sœur Anna Balbi, appartenant à l'une des premières familles de Gênes. Celle-ci entretint certaines relations adultères notamment avec le prince Honoré III de Monaco, futur époux de leur fille Marie-Catherine Brignole ainsi qu'avec le maréchal de Richelieu (qui fera aussi succomber la belle-sœur d'Anna Balbi, Pellina Lomellini, épouse de Ridolfo-Emilio Brignole !).

## Biographie
Giuseppe Brignole fut comme ses frères, ambassadeur de la république de Gênes à la cour de Versailles. Son épouse et sa fille, renommées pour leurs grandes beautés et intelligences, enchantèrent tant la cour que les salons parisiens dont elles devinrent des habituées, passant de longs séjours à Paris.
Il s'opposa longtemps au mariage de sa fille unique avec le prince Honoré III de Monaco, dont il connaissait la mauvaise réputation. De surcroît, Anna Balbi était la maîtresse du prince de Monaco, état dont il n'a jamais pris connaissance.
La question de l'héritage du Palazzo Rosso fit scandale. En effet Rodolfo Giulio, son plus jeune frère souhaitait en hériter malgré Giuseppe Brignole, deuxième frère. L'affaire faillit s'achever dans le sang, par un duel. Mais grâce aux suppliques des familiers de la famille et des oligarques génois, une entente fut conclue. Giuseppe héritait du palazzo Rosso mais celui-ci n'ayant qu'une fille, Maria-Caterina Brignole, alors princesse de Monaco, Rodolpho obtenait l'assurance d'hériter du Palais à la mort de son frère au préjudice de sa nièce et surtout de son époux que Giuseppe n'appréciait guère.

## Descendance
Giuseppe Brignole est le père de Maria Caterina Brignole (1737-1813), qui fut, par ses mariages successifs, princesse de Monaco (1757), puis princesse de Condé (1798). Ainsi il est l'ancêtre de l'actuelle maison princière de Monaco.
À sa mort, son frère cadet le doge Rodolfo Giulio Brignole hérita des biens de la famille et du titre de marquis.